# Борнвиль
Борнвилл или Борнвиль (англ. Bournville) ― пригород Бирмингема, Англия, где в конце XIX века был построен образцовый посёлок для работников компании «Cadbury». Это сыграло важную роль в развитии концепции «городов-садов».

## История

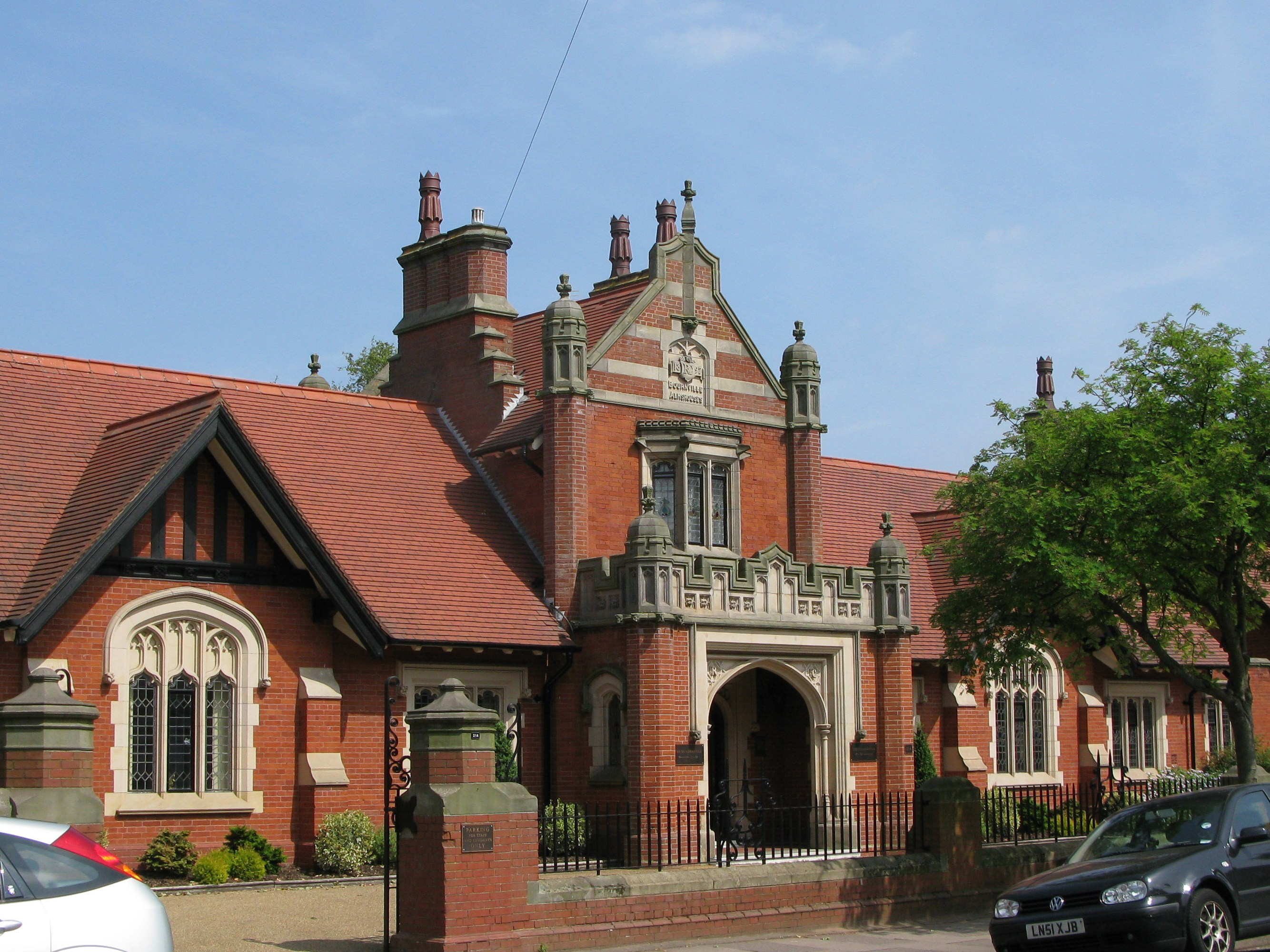
Приют

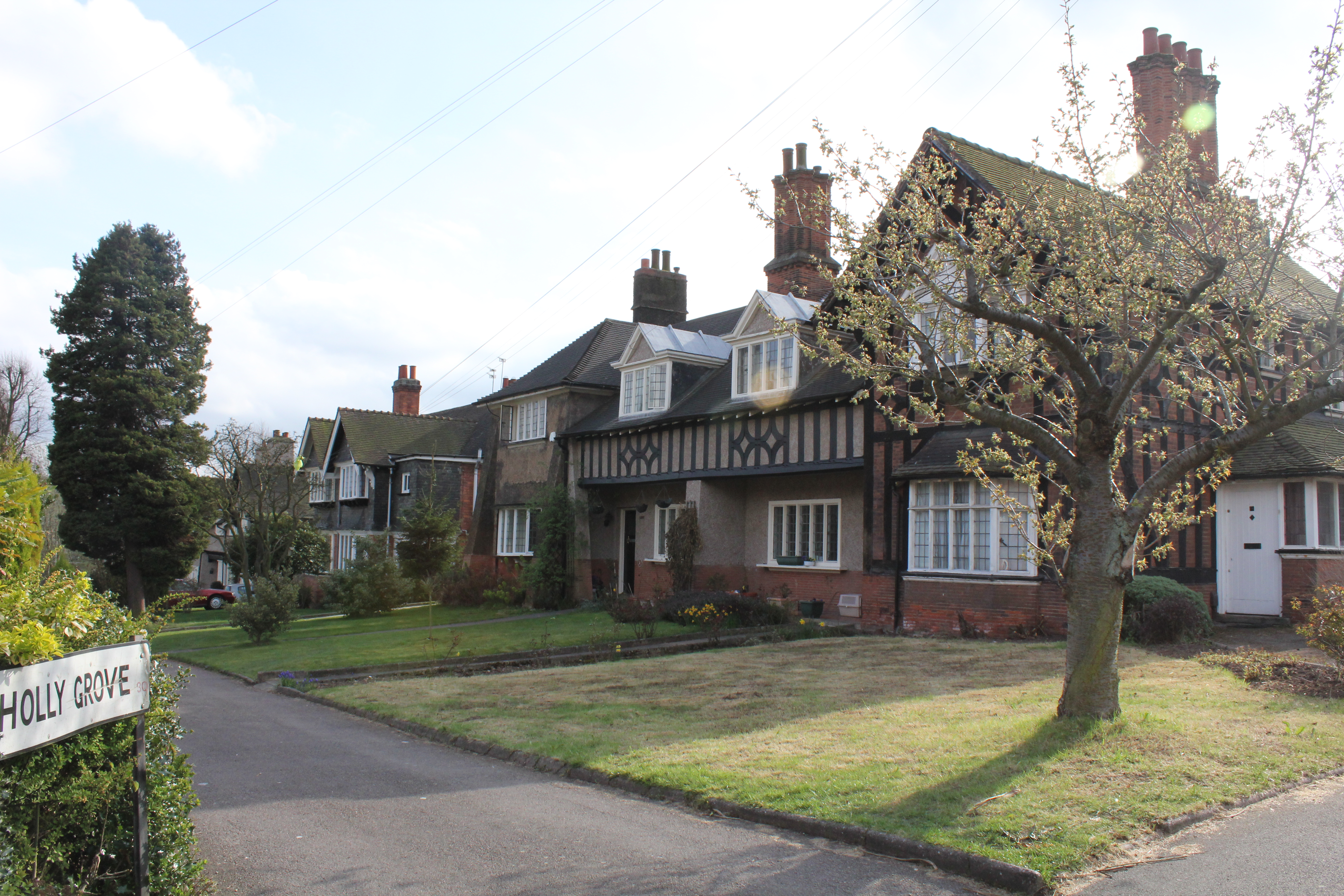
Жилой дом

В 1879 году производители какао и шоколада братья Джордж и Ричард Кэдбери переместили свою фабрику из центра Бирмингема в его юго-западный пригород Борнбрук (англ. Bournbrook). Выбор местности оказался удачным благодаря расположению в чистой зелёной местности недалеко от центра города, наличию источника воды и транспортных коммуникаций — железнодорожной ветки и канала Вустер-Бирмингем. Новый посёлок назвали Борнвилем. Франция считалась лучшим производителем деликатесов, и Кэдбери полагали, что французское имя поможет продвижению продукции.

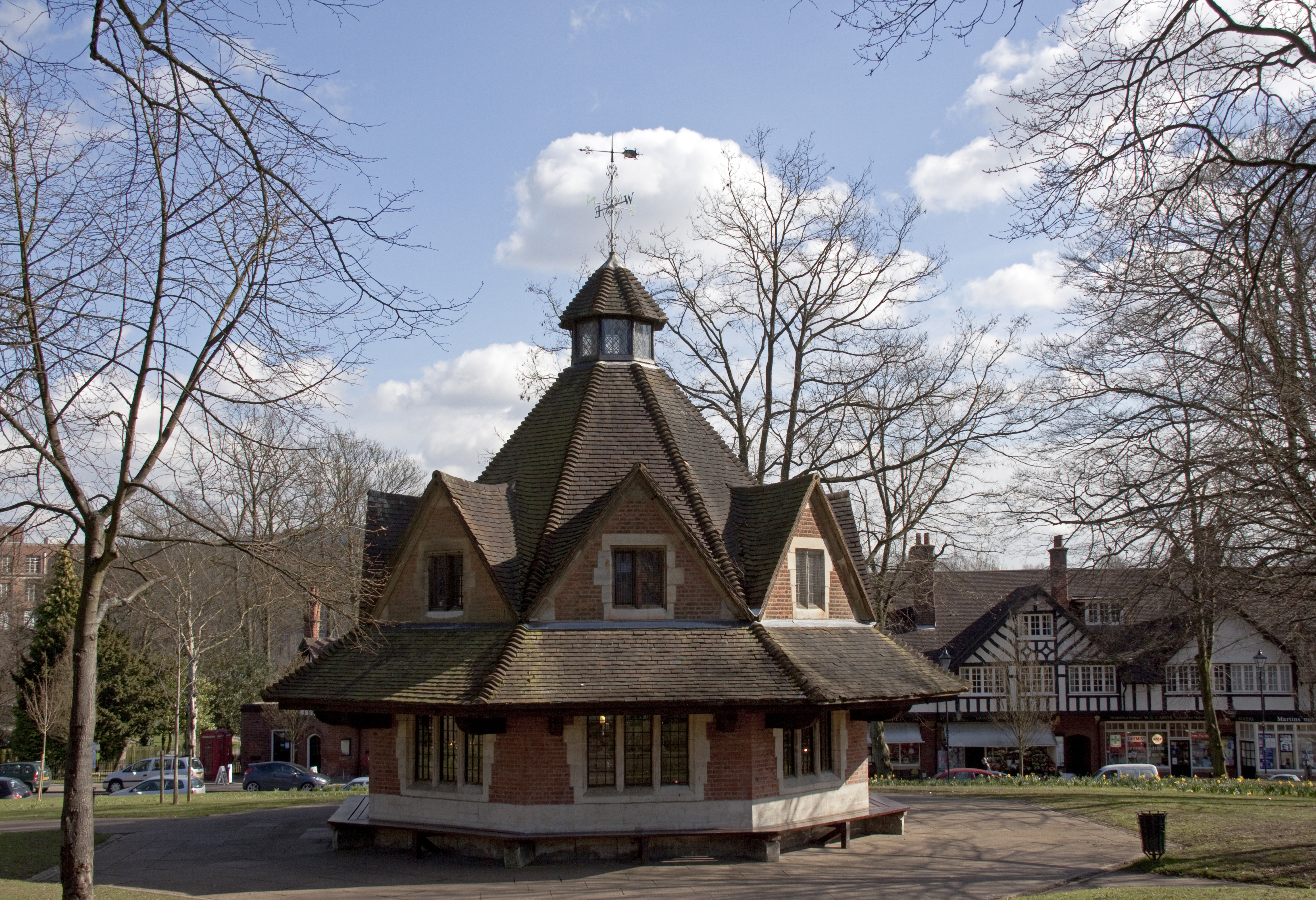
Дом отдыха

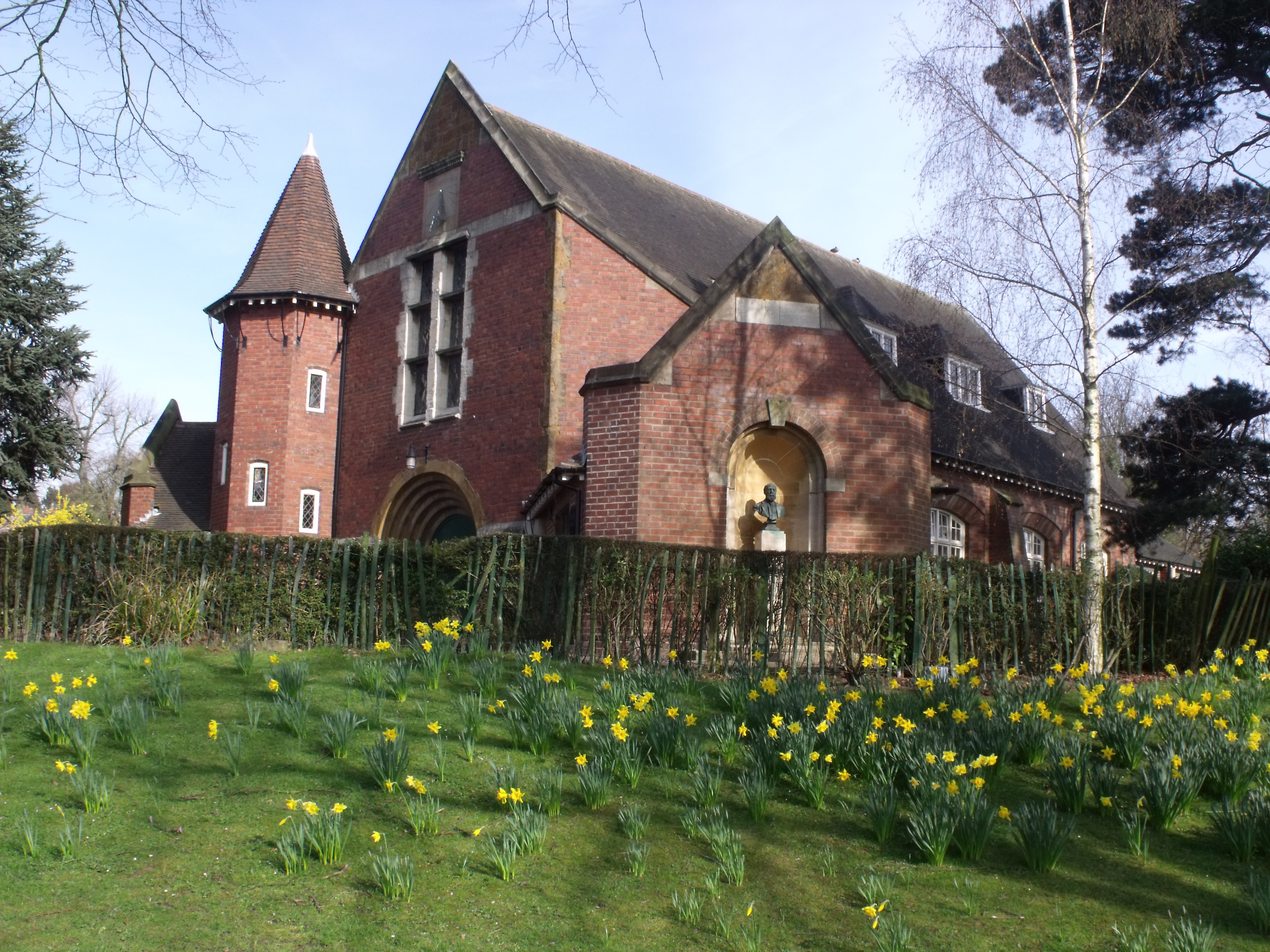
Молитвенный дом квакеров

Будучи ревностными квакерами, братья Кэдбери задумали создать в посёлке образцовые условия для работников фабрики. Уже в 1879 году были построены 16 коттеджей для ключевых сотрудников предприятия. В 1895 году Джордж Кэдбери приобрёл 120 акров (0,5 км²) земли и пригласил молодого архитектора Александра Харви для проектирования посёлка. Для строительства были установлены определённые требования: дома должны строится по различным проектам, чтобы на допустить однообразия. Вокруг домов располагались участки с садами и огородами, каждый сад должен был занимать не менее 1/6 акра, и на нём должны были расти не менее шести фруктовых деревьев. На первом этапе было построено 143 дома, и часть из них была продана в рассрочку по 200 фунтов стерлингов каждый. При этом не больше половины домов были заняты сотрудниками фабрики. С самого начала предполагалось, что посёлок будет открыт для всех, кто пожелает жить здесь.
Ширина улиц была необычно большой для той эпохи и составляла 42 фута (13 метров). Деревья были высажены вдоль всех дорог, а парки занимали 16 из первоначальных 120 акров площади. Улицы шли преимущественно с севера на юг, а не с востока на запад, чтобы обеспечить освещённость и переднего, и заднего фасада. Дома в посёлке представляли собой несколько соединённых вместе двухэтажных коттеджей из 4-5 комнат, с кухней, ванной, клозетом и кладовой. В Борнвиле были построены спортивные площадки, гимнастические залы, клубы, магазины.
Чтобы предотвратить спекуляцию землёй и коммерческую застройку посёлка после своей смерти, Джордж Кэдбери в 1900 году учредил благотворительный фонд (Bournville Village Trust) и передал ему права на недвижимость. Целью фонда было «улучшение положения рабочего класса и трудящегося населения в Бирмингеме и его окрестностях, а также в других частях Великобритании, путём предоставления улучшенных жилищ, с садами и открытыми пространствами» и «предоставления рабочим на фабриках некоторых преимуществ загородной жизни».
К 1905 году в Борнвиле было уже 315 домов. В 1906 году был создан жилищный кооператив работников «Bournville Tenants Limited», который построил ещё 398 домов. В XX веке к территории посёлка присоединялись и застраивались всё новые участки.
Население округа Bournville & Cotteridge по данным переписи 2021 года составляло 19176 человек, по другим источникам — более 25000.
В Борнвиле расположен центр развлечений «Cadbury World».